# Raków Częstochowa w sezonie 2024/2025
Raków Częstochowa w sezonie 2024/2025

## Skład
Stan na 9 marca 2025
| Nr | Poz. | Piłkarz                                                  |
| -- | ---- | -------------------------------------------------------- |
| 1  | BR   | Kacper Trelowski                                         |
| 2  | OB   | Ariel Mosór                                              |
| 3  | OB   | Milan Rundić                                             |
| 4  | OB   | Stratos Swarnas                                          |
| 5  | PO   | Gustav Berggren                                          |
| 7  | PO   | Fran Tudor                                               |
| 8  | PO   | Ben Lederman                                             |
| 9  | NA   | Patryk Makuch                                            |
| 10 | PO   | Ivi López                                                |
| 12 | BR   | Dušan Kuciak                                             |
| 14 | PO   | Srđan Plavšić                                            |
| 15 | PO   | Jesús Díaz (wypożyczony ze Stali Rzeszów)                |
| 17 | NA   | Leonardo Rocha                                           |
| 18 | NA   | Jonatan Braut Brunes (wypożyczony z Oud-Heverlee Leuven) |

| Nr | Poz. | Piłkarz                                      |
| -- | ---- | -------------------------------------------- |
| 19 | PO   | Michael Ameyaw                               |
| 20 | PO   | Jean Carlos                                  |
| 23 | PO   | Péter Baráth (wypożyczony z Ferencvárosi TC) |
| 24 | OB   | Zoran Arsenić (kapitan)                      |
| 25 | OB   | Bogdan Racovițan                             |
| 26 | PO   | Erick Otieno                                 |
| 30 | PO   | Władysław Koczerhin                          |
| 31 | BR   | Muhamed Šahinović                            |
| 77 | PO   | Tobiasz Mras                                 |
| 84 | PO   | Adriano Amorim                               |
| 88 | OB   | Matej Rodin                                  |
| 97 | PO   | Ibrahima Seck                                |
| 99 | NA   | Adam Basse                                   |

### Przybyli
| Data transferu   | Pozycja | Numer | Piłkarz              | Z klubu                     | Rodzaj transferu      | Źródło        |
| ---------------- | ------- | ----- | -------------------- | --------------------------- | --------------------- | ------------- |
| 28 czerwca 2024  | BR      | 26    | Xavier Dziekoński    | Korona Kielce               | powrót z wypożyczenia | [ 2 ] [ 3 ]   |
| 1 lipca 2024     | PO      | 6     | Wasilios Surlis      | Asteras Tripolis            | transfer definitywny  | [ 4 ]         |
| 1 lipca 2024     | PO      | 84    | Adriano Amorim       | Coimbra Sports              | transfer definitywny  | [ 5 ]         |
| 1 lipca 2024     | NA      | 22    | Deian Sorescu        | Gaziantep FK                | powrót z wypożyczenia | [ 6 ]         |
| 1 lipca 2024     | PO      | 93    | Sonny Kittel         | Western Sydney Wanderers FC | powrót z wypożyczenia | [ 7 ] [ 8 ]   |
| 1 lipca 2024     | PO      | 6     | Szymon Czyż          | Górnik Zabrze               | powrót z wypożyczenia | [ 9 ] [ 10 ]  |
| 1 lipca 2024     | BR      | 1     | Kacper Trelowski     | Śląsk Wrocław               | powrót z wypożyczenia | [ 11 ] [ 12 ] |
| 1 lipca 2024     | BR      | 39    | Jakub Mądrzyk        | Miedź Legnica               | powrót z wypożyczenia | [ 13 ] [ 14 ] |
| 1 lipca 2024     | NA      | 71    | Wiktor Długosz       | Ruch Chorzów                | powrót z wypożyczenia | [ 15 ] [ 16 ] |
| 1 lipca 2024     | NA      | 91    | Tomasz Walczak       | Pogoń Siedlce               | powrót z wypożyczenia | [ 17 ] [ 18 ] |
| 1 lipca 2024     | NA      | 19    | Tobiasz Kubik        | Skra Częstochowa            | powrót z wypożyczenia | [ 19 ]        |
| 1 lipca 2024     | BR      | 76    | Jakub Rajczykowski   | Skra Częstochowa            | powrót z wypożyczenia | [ 20 ]        |
| 7 lipca 2024     | BR      | -     | Kristoffer Klaesson  | Leeds United F.C.           | transfer definitywny  | [ 21 ]        |
| 9 lipca 2024     | PO      | 97    | Lazaros Lambru       | Excelsior Rotterdam         | wolny transfer        | [ 22 ]        |
| 11 lipca 2024    | NA      | 9     | Patryk Makuch        | Cracovia                    | transfer definitywny  | [ 23 ] [ 24 ] |
| 22 lipca 2024    | NA      | 29    | David Ezeh           | HJK Helsinki                | wypożyczenie          | [ 25 ] [ 26 ] |
| 26 lipca 2024    | NA      | 18    | Jonatan Braut Brunes | Oud-Heverlee Leuven         | wypożyczenie          | [ 27 ] [ 28 ] |
| 23 sierpnia 2024 | OB      | 2     | Ariel Mosór          | Piast Gliwice               | transfer definitywny  | [ 29 ] [ 30 ] |
| 6 września 2024  | PO      | 19    | Michael Ameyaw       | Piast Gliwice               | transfer definitywny  | [ 31 ] [ 32 ] |
| 6 września 2024  | PO      | 15    | Jesús Díaz           | Stal Rzeszów                | wypożyczenie          | [ 33 ] [ 34 ] |
| 10 stycznia 2025 | NA      | 17    | Leonardo Rocha       | Radomiak Radom              | transfer definitywny  | [ 35 ] [ 36 ] |
| 29 stycznia 2025 | PO      | 97    | Ibrahima Seck        | US Gorée                    | transfer definitywny  | [ 37 ]        |
| 10 lutego 2025   | BR      | 76    | Jakub Rajczykowski   | Wieczysta Kraków            | powrót z wypożyczenia | [ 38 ]        |
| 24 lutego 2025   | NA      | 99    | Adam Basse           | Śląsk Wrocław               | transfer definitywny  | [ 39 ] [ 40 ] |

### Odeszli
| Data transferu   | Pozycja | Numer | Piłkarz             | Do klubu                | Rodzaj transferu      | Źródło        |
| ---------------- | ------- | ----- | ------------------- | ----------------------- | --------------------- | ------------- |
| 8 czerwca 2024   | PO      | 14    | Daniel Szelągowski  | bez klubu               | rozwiązanie kontraktu | [ 41 ]        |
| 26 czerwca 2024  | OB      | 18    | Adrian Gryszkiewicz | bez klubu               | rozwiązanie kontraktu | [ 42 ]        |
| 30 czerwca 2024  | BR      | 1     | Vladan Kovačević    | Sporting CP             | transfer definitywny  | [ 43 ] [ 44 ] |
| 30 czerwca 2024  | PO      | 66    | Janis Papanikolau   | Çaykur Rizespor         | transfer definitywny  | [ 45 ]        |
| 30 czerwca 2024  | BR      | 26    | Xavier Dziekoński   | Korona Kielce           | transfer definitywny  | [ 46 ] [ 47 ] |
| 30 czerwca 2024  | PO      | 77    | Marcin Cebula       | Śląsk Wrocław           | wolny transfer        | [ 48 ] [ 49 ] |
| 30 czerwca 2024  | OB      | 16    | Oskar Krzyżak       | Pogoń Siedlce           | transfer definitywny  | [ 50 ] [ 51 ] |
| 30 czerwca 2024  | NA      | 19    | Tobiasz Kubik       | GKS Tychy               | wypożyczenie          | [ 52 ]        |
| 30 czerwca 2024  | BR      | 89    | Kacper Bieszczad    | Zagłębie Lubin          | koniec wypożyczenia   | [ 53 ]        |
| 1 lipca 2024     | NA      | 71    | Wiktor Długosz      | Korona Kielce           | transfer definitywny  | [ 54 ] [ 55 ] |
| 1 lipca 2024     | BR      | 39    | Jakub Mądrzyk       | Stal Mielec             | wypożyczenie          | [ 56 ] [ 57 ] |
| 9 lipca 2024     | PO      | 28    | Patryk Malamis      | Górnik Łęczna           |                       | [ 58 ]        |
| 15 lipca 2024    | NA      | 9     | Łukasz Zwoliński    | Wisła Kraków            | transfer definitywny  | [ 59 ] [ 60 ] |
| 23 lipca 2024    | PO      | 27    | Bartosz Nowak       | GKS Katowice            | transfer definitywny  | [ 61 ] [ 62 ] |
| 24 lipca 2024    | BR      | 76    | Jakub Rajczykowski  | Wieczysta Kraków        | wypożyczenie          |               |
| 1 sierpnia 2024  | BR      | 31    | Muhamed Šahinović   | MFK Zemplín Michalovce  | wypożyczenie          | [ 63 ]        |
| 9 sierpnia 2024  | PO      | 22    | Kacper Masiak       | GKS Jastrzębie          | wypożyczenie          | [ 64 ] [ 65 ] |
| 10 sierpnia 2024 | NA      | 22    | Deian Sorescu       | Gaziantep FK            | transfer definitywny  | [ 66 ] [ 67 ] |
| 22 sierpnia 2024 | NA      | 19    | Ante Crnac          | Norwich City F.C.       | transfer definitywny  | [ 68 ] [ 69 ] |
| 24 sierpnia 2024 | PO      | 93    | Sonny Kittel        | Grasshopper Club Zürich | wolny transfer        | [ 70 ] [ 71 ] |
| 26 sierpnia 2024 | BR      | ??    | Kristoffer Klaesson | bez klubu               | rozwiązanie kontraktu | [ 72 ]        |
| 30 sierpnia 2024 | PO      | 11    | John Yeboah         | Venezia FC              | transfer definitywny  | [ 73 ] [ 74 ] |
| 6 września 2024  | PO      | 17    | Jakub Myszor        | Ruch Chorzów            | wypożyczenie          | [ 75 ] [ 76 ] |
| 7 września 2024  | OB      | 15    | Adnan Kovačević     | bez klubu               | rozwiązanie kontraktu | [ 77 ]        |
| 18 września 2024 | PO      | 6     | Vasilios Sourlis    | bez klubu               | rozwiązanie kontraktu | [ 78 ]        |
| 28 grudnia 2024  | PO      | 97    | Lazaros Lambru      | Wolos NPS               | wypożyczenie          | [ 79 ]        |
| 9 stycznia 2025  | NA      | 29    | David Ezeh          | HJK Helsinki            | koniec wypożyczenia   | [ 80 ] [ 81 ] |
| 28 stycznia 2025 | NA      | 91    | Tomasz Walczak      | Miedź Legnica           | wypożyczenie          | [ 82 ] [ 83 ] |
| 5 lutego 2025    | PO      | 21    | Dawid Drachal       | GKS Katowice            | wypożyczenie          | [ 84 ] [ 85 ] |
| 10 lutego 2025   | BR      | 76    | Jakub Rajczykowski  | Świt Szczecin           | wypożyczenie          | [ 38 ] [ 86 ] |
| 13 lutego 2025   | OB      | 33    | Kamil Pestka        | Radomiak Radom          | transfer definitywny  | [ 87 ] [ 88 ] |
| 24 lutego 2025   | PO      | 6     | Szymon Czyż         | Widzew Łódź             | transfer definitywny  | [ 89 ] [ 90 ] |

### Sztab szkoleniowy
| Trener                          | Marek Papszun                            |
| ------------------------------- | ---------------------------------------- |
| Asystent trenera                | Dawid Szwarga                            |
| Asystent trenera                | Artur Węska                              |
| Asystent trenera                | Mariusz Kondak (do 25 stycznia 2025)     |
| Asystent trenera                | Kacper Jędrychowski                      |
| Asystent trenera                | Przemysław Oziębała (od 2 stycznia 2025) |
| Trener bramkarzy                | Maciej Kowal (do 23 maja 2025)           |
| Asystent trenera bramkarzy      | Jakub Jastrzębski                        |
| Trener analityk                 | Bartłomiej Babiarz                       |
| Analityk                        | Maciej Leszczyński                       |
| Trener przygotowania fizycznego | Michał Garnys                            |
| Trener przygotowania fizycznego | Stanisław Gadziński                      |
| Trener mentalny                 | Paweł Frelik                             |
| Sztab medyczny                  | Grzegorz Mazur                           |
| Sztab medyczny                  | Piotr Żeromski                           |
| Sztab medyczny                  | Katarzyna Łykowska                       |
| Sztab medyczny                  | Krzysztof Wdowik                         |
| Lekarz                          | Wojciech Kusak                           |
| Kierownik drużyny               | Kamil Waskowski                          |
| Asystent kierownika             | Oskar Koślik                             |
| Kit Manager                     | Patryk Węgrzyński                        |

Źródło:

## Mecze towarzyskie
| 29 czerwca 2024        | Stal Rzeszów    | 1:5   | Raków Częstochowa                                                 |                                                                    |
| 16:30 CEST (UTC+02:00) | Wachowiak 50'   | (0:2) | 27' Jean Carlos · 39' Berggren · 59', 72' Walczak · 86' Pawłowski | Boisko Hotel Arłamów, Jamna Górna Widzów: bez udziału publiczności |
| 16:30 CEST (UTC+02:00) | Baráth · Pestka | (0:2) |                                                                   | Boisko Hotel Arłamów, Jamna Górna Widzów: bez udziału publiczności |

| 3 lipca 2024           | Raków Częstochowa                         | 1:1   | Puszcza Niepołomice | |
| 11:00 CEST (UTC+02:00) | Walczak 56'                               | (0:1) | 3' Cholewiak        | Boisko Hotel Arłamów, Jamna Górna Widzów: bez udziału publiczności Sędzia: Sebastian Krasny (Kraków) |
| 11:00 CEST (UTC+02:00) | Crăciun · Abramowicz · K. Stępień · Hajda | (0:1) | Amorim              | Boisko Hotel Arłamów, Jamna Górna Widzów: bez udziału publiczności Sędzia: Sebastian Krasny (Kraków) |

| 6 lipca 2024           | Raków Częstochowa | 0:0   | Maccabi Tel Awiw |                                                                                             |
| 16:00 CEST (UTC+02:00) |                   | (0:0) |                  | Stadion Miejski, Busko-Zdrój Widzów: bez udziału publiczności Sędzia: Marcin Szrek (Kielce) |

| 12 lipca 2024          | Raków Częstochowa | 1:1   | Odra Opole       |                                                                           |
| 10:45 CEST (UTC+02:00) | Nowak 2'          | (1:0) | 47' (k) Purzycki | Obiekt Sportowy Gminy Poczesna, Poczesna Widzów: bez udziału publiczności |

| 12 lipca 2024          | Raków Częstochowa     | 2:0   | Omonia Nikozja |                                                                                              |
| 17:15 CEST (UTC+02:00) | Crnac 6' · Makuch 33' | (2:0) |                | Stadion Korony Kielce, Kielce Widzów: bez udziału publiczności Sędzia: Marcin Szrek (Kielce) |
| 17:15 CEST (UTC+02:00) | Berggren              | (2:0) | Koússoulos     | Stadion Korony Kielce, Kielce Widzów: bez udziału publiczności Sędzia: Marcin Szrek (Kielce) |

| 12 października 2024   | Raków Częstochowa | 2:3 | ŁKS Łódź                        |                          |
| 11:00 CEST (UTC+02:00) |                   |     | Sitek · ?' (k) Głowacki · Arasa | Widzów: bez publiczności |

| 8 stycznia 2025       | Raków Częstochowa                        | 3:2 Transmisja | Sigma Ołomuniec    |                                                                                    |
| 13:00 CET (UTC+01:00) | Mras 18' · Walczak 49' · Jean Carlos 54' | (1:1)          | 4' Fiala · 57' Šíp | ArcelorMittal Park, Sosnowiec Widzów: bez publiczności Sędzia: Piotr Lasyk (Bytom) |

| 16 stycznia 2025      | Raków Częstochowa                    | 2:2   | Slavia Praga          |                                    |
| 16:00 CET (UTC+01:00) | Díaz 33' · Bořil 41' (sam.)          | (2:0) | 49' Botos · 65' Lingr | Marbella Football Center, Marbella |
| 16:00 CET (UTC+01:00) | Berggren 48' · Baráth 58' · Seck 82' | (2:0) | 58' Chorý             | Marbella Football Center, Marbella |

| 19 stycznia 2025      | Raków Częstochowa       | 2:0 Transmisja | Diósgyőri VTK |                                 |
| 16:00 CET (UTC+01:00) | Brunes 42' · Baráth 54' | (1:0)          |               | Banús Football Center, Marbella |
| 16:00 CET (UTC+01:00) | Gera                    | (1:0)          |               | Banús Football Center, Marbella |

| 24 stycznia 2025 | Slovan Liberec                | 1:0   | Raków Częstochowa |                                 |
| 11:00            | Plechatý 50'                  | (0:0) |                   | Banús Football Center, Marbella |
| 11:00            | Varfolomeyev 40' · Strnad 75' | (0:0) |                   | Banús Football Center, Marbella |

| 24 stycznia 2025 | Raków Częstochowa                   | 3:2   | Vancouver Whitecaps FC         |                                 |
| 14:00            | Amorim 30' · López 54' · Brunes 75' | (1:2) | 12' Veselinović · 42' Blackmon | Banús Football Center, Marbella |

| 2 lutego 2025 | Raków Częstochowa | 1:1   | Odra Opole |                                              |
| 11:00         | Rocha 33'         | (1:0) | 67' Nowak  | Częstochowa Widzów: bez udziału publiczności |

| 22 marca 2025         | Raków Częstochowa        | 3:0   | GKS Tychy |                                            |
| 11:00 CET (UTC+01:00) | Lederman · Baráth · Díaz | (1:0) |           | Konopiska Widzów: bez udziału publiczności |

## Rozgrywki

### Ekstraklasa

#### Tabela
| Lp. | Drużyna               | M  | Z  | R  | P  | B+ | B– | +/– | Pkt | Kwalifikacja lub spadek                         |
| --- | --------------------- | -- | -- | -- | -- | -- | -- | --- | --- | ----------------------------------------------- |
| 1   | Lech Poznań (M)       | 34 | 22 | 4  | 8  | 68 | 31 | +37 | 70  | Liga Mistrzów UEFA • II runda kwalifikacyjna    |
| 2   | Raków Częstochowa     | 34 | 20 | 9  | 5  | 51 | 23 | +28 | 69  | Liga Konferencji UEFA • II runda kwalifikacyjna |
| 3   | Jagiellonia Białystok | 34 | 17 | 10 | 7  | 56 | 42 | +14 | 61  | Liga Konferencji UEFA • II runda kwalifikacyjna |
| 4   | Pogoń Szczecin        | 34 | 17 | 7  | 10 | 59 | 40 | +19 | 58  |                                                 |
| 5   | Legia Warszawa (P)    | 34 | 15 | 9  | 10 | 60 | 45 | +15 | 54  | Liga Europy UEFA • I runda kwalifikacyjna       |

#### Miejsca po danych kolejkach
| Drużyna Kolejka | 1                 | 2 | 3 | 4 | 5 | 6 | 7 | 8 | 9 | 10 | 11 | 12 | 13 | 14 | 15 | 16 | 17 | 18 | 19 | 20 | 21 | 22 | 23 | 24 | 25 | 26 | 27 | 28 | 29 | 30 | 31 | 32 | 33 | 34 |   |
| --------------- | ----------------- | - | - | - | - | - | - | - | - | -- | -- | -- | -- | -- | -- | -- | -- | -- | -- | -- | -- | -- | -- | -- | -- | -- | -- | -- | -- | -- | -- | -- | -- | -- | - |
| Drużyna Kolejka | Raków Częstochowa | 2 | 7 | 6 | 7 | 6 | 5 | 7 | 5 | 4  | 4  | 2  | 2  | 3  | 3  | 3  | 3  | 2  | 2  | 3  | 3  | 3  | 2  | 2  | 2  | 1  | 1  | 1  | 1  | 1  | 1  | 1  | 2  | 2  | 2 |

Uwaga: Linia pionowa oznacza zimową przerwę w rozgrywkach.

#### Mecze
| Ekstraklasa 121 lipca 2024 | Motor Lublin | 0:2   | Raków Częstochowa                      |                                                                          |
| 20:15 CEST (UTC+02:00)     |              | (0:1) | 32' Crnac · 87' Drachal                | Arena Lublin, Lublin Widzów: 14 158 Sędzia: Jarosław Przybył (Kluczbork) |
| 20:15 CEST (UTC+02:00)     | Rudol 45'    | (0:1) | 37' Amorim · 76' Racovițan · 82' Crnac | Arena Lublin, Lublin Widzów: 14 158 Sędzia: Jarosław Przybył (Kluczbork) |

| Ekstraklasa 229 lipca 2024 | Raków Częstochowa       | 0:1   | Cracovia                  |                                                                                                  |
| 19:00 CEST (UTC+02:00)     |                         | (0:0) | 48' Maigaard              | Miejski Stadion Piłkarski Raków, Częstochowa Widzów: 5 481 Sędzia: Tomasz Kwiatkowski (Warszawa) |
| 19:00 CEST (UTC+02:00)     | Pestka 73' · Carlos 77' | (0:0) | 43' Al-Ammari · 60' Jugas | Miejski Stadion Piłkarski Raków, Częstochowa Widzów: 5 481 Sędzia: Tomasz Kwiatkowski (Warszawa) |

| Ekstraklasa 33 sierpnia 2024 | GKS Katowice                 | 0:1   | Raków Częstochowa |                                                                                 |
| 14:45 CEST (UTC+02:00)       |                              | (0:1) | 29' Silva         | Stadion GKS Katowice, Katowice Widzów: 6 780 Sędzia: Bartosz Frankowski (Toruń) |
| 14:45 CEST (UTC+02:00)       | 70' Brunes · 90+4' Trelowski | (0:1) |                   | Stadion GKS Katowice, Katowice Widzów: 6 780 Sędzia: Bartosz Frankowski (Toruń) |

| Ekstraklasa 49 sierpnia 2024 | Raków Częstochowa          | 0:0   | Lech Poznań  |                                                                                             |
| 20:30 CEST (UTC+02:00)       |                            | (0:0) |              | Miejski Stadion Piłkarski Raków, Częstochowa Widzów: 5 500 Sędzia: Szymon Marciniak (Płock) |
| 20:30 CEST (UTC+02:00)       | Otieno 44' · Swarnas 90+4' | (0:0) | 90+10' Milić | Miejski Stadion Piłkarski Raków, Częstochowa Widzów: 5 500 Sędzia: Szymon Marciniak (Płock) |

| Ekstraklasa 518 sierpnia 2024 | Górnik Zabrze                   | 0:0   | Raków Częstochowa                         |                                                                                   |
| 20:15 CEST (UTC+02:00)        |                                 | (0:0) |                                           | Stadion im. Ernesta Pohla, Zabrze Widzów: 17 034 Sędzia: Łukasz Kuźma (Białystok) |
| 20:15 CEST (UTC+02:00)        | Wojtuszek 90+3' · Janicki 90+3' | (0:0) | 34' Pestka · 45+1' Tudor · 90+4' Berggren | Stadion im. Ernesta Pohla, Zabrze Widzów: 17 034 Sędzia: Łukasz Kuźma (Białystok) |

| Ekstraklasa 623 sierpnia 2024 | Lechia Gdańsk            | 1:2   | Raków Częstochowa         |                                                                        |
| 20:30 CEST (UTC+02:00)        | Kapić 59'                | (0:0) | 87' Makuch · 90' Brunes   | Polsat Plus Arena, Gdańsk Widzów: 11 976 Sędzia: Wojciech Myć (Lublin) |
| 20:30 CEST (UTC+02:00)        | Pllana 41' · Chłań 45+3' | (0:0) | 68' Berggren · 84' Brunes | Polsat Plus Arena, Gdańsk Widzów: 11 976 Sędzia: Wojciech Myć (Lublin) |

| Ekstraklasa 730 sierpnia 2024 | Raków Częstochowa            | 0:1   | Piast Gliwice               |                                                                                                  |
| 18:00 CEST (UTC+02:00)        |                              | (0:0) | 90+8' Ameyaw                | Miejski Stadion Piłkarski Raków, Częstochowa Widzów: 5 454 Sędzia: Marcin Szczerbowicz (Olsztyn) |
| 18:00 CEST (UTC+02:00)        | Koczerhin 41' · Rundić 90+3' | (0:0) | 22' Drapiński · 52' Dziczek | Miejski Stadion Piłkarski Raków, Częstochowa Widzów: 5 454 Sędzia: Marcin Szczerbowicz (Olsztyn) |

| Ekstraklasa 815 września 2024 | Legia Warszawa                                            | 0:1   | Raków Częstochowa                                    | |
| 17:30 CEST (UTC+02:00)        |                                                           | (0:1) | 41' Silva                                            | Stadion Miejski im. Marszałka Józefa Piłsudskiego, Warszawa Widzów: 26 102 Sędzia: Jarosław Przybył (Kluczbork) |
| 17:30 CEST (UTC+02:00)        | Alfarela 31' · Kapustka 69' · Çelhaka 88' · Kapuadi 90+4' | (0:1) | 61' Kuciak · 90' Brunes · 90' Silva · 90+4' Berggren | Stadion Miejski im. Marszałka Józefa Piłsudskiego, Warszawa Widzów: 26 102 Sędzia: Jarosław Przybył (Kluczbork) |

| Ekstraklasa 922 września 2024 | Raków Częstochowa                                           | 5:1   | Zagłębie Lubin |                                                                                       |
| 14:45 CEST (UTC+02:00)        | Koczerhin 10' · Brunes 53' · Berggren 81', 89' · Otieno 86' | (1:1) | 33' Mróz       | Miejski Stadion Piłkarski Raków, Częstochowa Widzów: 5 234 Sędzia: Paweł Malec (Łódź) |
| 14:45 CEST (UTC+02:00)        | Díaz 24' · Tudor 26' · Swarnas 38'                          | (1:1) |                | Miejski Stadion Piłkarski Raków, Częstochowa Widzów: 5 234 Sędzia: Paweł Malec (Łódź) |

| Ekstraklasa 1028 września 2024 | Raków Częstochowa                      | 2:0   | Puszcza Niepołomice                     |                                                                                           |
| 14:45 CEST (UTC+02:00)         | Silva 32' · López 38'                  | (2:0) |                                         | Miejski Stadion Piłkarski Raków, Częstochowa Widzów: 5 211 Sędzia: Damian Kos (Wejherowo) |
| 14:45 CEST (UTC+02:00)         | López 14' · Koczerhin 51' · Brunes 72' | (2:0) | 18' Serafin · 54' Hajda · 86' Mroziński | Miejski Stadion Piłkarski Raków, Częstochowa Widzów: 5 211 Sędzia: Damian Kos (Wejherowo) |

| Ekstraklasa 115 października 2024 | Radomiak Radom                                      | 0:2   | Raków Częstochowa           |                                                                                       |
| 14:45 CEST (UTC+02:00)            |                                                     | (0:1) | 33' López · 90+1' Koczerhin | Stadion im. Braci Czachorów, Radom Widzów: 8 545 Sędzia: Jarosław Przybył (Kluczbork) |
| 14:45 CEST (UTC+02:00)            | Henrique 18' · Ouattara 28' · Rossi 42' · Alves 65' | (0:1) | 64' Mosór                   | Stadion im. Braci Czachorów, Radom Widzów: 8 545 Sędzia: Jarosław Przybył (Kluczbork) |

| Ekstraklasa 1220 października 2024 | Raków Częstochowa    | 1:0   | Pogoń Szczecin |                                                                                                |
| 17:30 CEST (UTC+02:00)             | Rodin 90+13'         | (0:0) |                | Miejski Stadion Piłkarski Raków, Częstochowa Widzów: 5 443 Sędzia: Paweł Raczkowski (Warszawa) |
| 17:30 CEST (UTC+02:00)             | 90+10', 90+14' Rodin | (0:0) | 65' Keramitsis | Miejski Stadion Piłkarski Raków, Częstochowa Widzów: 5 443 Sędzia: Paweł Raczkowski (Warszawa) |

| Ekstraklasa 1326 października 2024 | Śląsk Wrocław               | 0:0   | Raków Częstochowa                      |                                                                           |
| 17:30 CEST (UTC+02:00)             |                             | (0:0) |                                        | Tarczyński Arena, Wrocław Widzów: 16 265 Sędzia: Szymon Marciniak (Płock) |
| 17:30 CEST (UTC+02:00)             | Petkow 4' · Leszczyński 71' | (0:0) | 34' Berggren · 58' Amorim · 89' Baráth | Tarczyński Arena, Wrocław Widzów: 16 265 Sędzia: Szymon Marciniak (Płock) |

| Ekstraklasa 142 listopada 2024 | Raków Częstochowa      | 1:0   | Stal Mielec                             |                                                                                                  |
| 14:45 CET (UTC+01:00)          | Brunes 90+4' (k)       | (0:0) |                                         | Miejski Stadion Piłkarski Raków, Częstochowa Widzów: 5 287 Sędzia: Tomasz Kwiatkowski (Warszawa) |
| 14:45 CET (UTC+01:00)          | López 27' · Baráth 48' | (0:0) | 37' Matras · 78' Bagalianis · 89' Dadok | Miejski Stadion Piłkarski Raków, Częstochowa Widzów: 5 287 Sędzia: Tomasz Kwiatkowski (Warszawa) |

| Ekstraklasa 1510 listopada 2024 | Jagiellonia Białystok                              | 2:2   | Raków Częstochowa                                  |                                                                                |
| 14:45 CET (UTC+01:00)           | Imaz 68' · Pululu 90+11' (k)                       | (0:1) | 5' (k) López · 87' Arsenić                         | Stadion Miejski, Białystok Widzów: 17 089 Sędzia: Jarosław Przybył (Kluczbork) |
| 14:45 CET (UTC+01:00)           | Pululu 31' · Nené 88' · Moutinho 88' · Sáček 90+9' | (0:1) | 73' Baráth · 90+7' Swarnas · 90+8', 90+8' Berggren | Stadion Miejski, Białystok Widzów: 17 089 Sędzia: Jarosław Przybył (Kluczbork) |

| Ekstraklasa 1624 listopada 2024 | Raków Częstochowa         | 1:1   | Korona Kielce   |                                                                                          |
| 14:45 CET (UTC+01:00)           | Koczerhin 23'             | (1:0) | 89' Dalmau      | Miejski Stadion Piłkarski Raków, Częstochowa Widzów: 5 338 Sędzia: Wojciech Myć (Lublin) |
| 14:45 CET (UTC+01:00)           | Swarnas 46' · Walczak 72' | (1:0) | 59' Matuszewski | Miejski Stadion Piłkarski Raków, Częstochowa Widzów: 5 338 Sędzia: Wojciech Myć (Lublin) |

| Ekstraklasa 1730 listopada 2024 | Widzew Łódź           | 2:3   | Raków Częstochowa                         |                                                                       |
| 20:15 CET (UTC+01:00)           | Syper 3' · Rondić 56' | (1:2) | 5' Jean Carlos · 39' López · 90+4' Brunes | Stadion Miejski, Łódź Widzów: 16 319 Sędzia: Łukasz Kuźma (Białystok) |
| 20:15 CET (UTC+01:00)           | Krajewski 45+3'       | (1:2) | 63' Arsenić                               | Stadion Miejski, Łódź Widzów: 16 319 Sędzia: Łukasz Kuźma (Białystok) |

| Ekstraklasa 187 grudnia 2024 | Raków Częstochowa                 | 2:2   | Motor Lublin          |                                                                                                 |
| 20:15 CET (UTC+01:00)        | Koczerhin 10' · Jean Carlos 90+4' | (1:1) | 32' Bartoš · 73' Mráz | Miejski Stadion Piłkarski Raków, Częstochowa Widzów: 5 500 Sędzia: Daniel Stefański (Bydgoszcz) |
| 20:15 CET (UTC+01:00)        | 38' Samper · 90+16' Wolski        | (1:1) |                       | Miejski Stadion Piłkarski Raków, Częstochowa Widzów: 5 500 Sędzia: Daniel Stefański (Bydgoszcz) |

| Ekstraklasa 191 lutego 2025 | Cracovia             | 0:0   | Raków Częstochowa                         |                                                                                                  |
| 17:30 CET (UTC+01:00)       |                      | (0:0) |                                           | Stadion Cracovii im. Józefa Piłsudskiego, Kraków Widzów: 12 704 Sędzia: Łukasz Kuźma (Białystok) |
| 17:30 CET (UTC+01:00)       | Kroczek (trener) 21' | (0:0) | 84' Brunes · 90+5' Berggren · 90+6' Tudor | Stadion Cracovii im. Józefa Piłsudskiego, Kraków Widzów: 12 704 Sędzia: Łukasz Kuźma (Białystok) |

| Ekstraklasa 208 lutego 2025 | Raków Częstochowa | 1:2   | GKS Katowice                |                                                                                          |
| 17:30 CET (UTC+01:00)       | López 54'         | (0:1) | 19' Bergier · 65' Kowalczyk | Miejski Stadion Piłkarski Raków, Częstochowa Widzów: 5 500 Sędzia: Wojciech Myć (Lublin) |
| 17:30 CET (UTC+01:00)       | Plavšić 60'       | (0:1) | 48' Kowalczyk · 90+5' Repka | Miejski Stadion Piłkarski Raków, Częstochowa Widzów: 5 500 Sędzia: Wojciech Myć (Lublin) |

| Ekstraklasa 2114 lutego 2025 | Lech Poznań  | 0:1   | Raków Częstochowa                              |                                                                        |
| 20:30 CET (UTC+01:00)        |              | (0:1) | 45+1' Swarnas                                  | Stadion Poznań, Poznań Widzów: 28 247 Sędzia: Szymon Marciniak (Płock) |
| 20:30 CET (UTC+01:00)        | Murawski 63' | (0:1) | 47' Swarnas · 64' Papszun (trener) · 84' Tudor | Stadion Poznań, Poznań Widzów: 28 247 Sędzia: Szymon Marciniak (Płock) |

| Ekstraklasa 2221 lutego 2025 | Raków Częstochowa        | 1:0   | Górnik Zabrze  |                                                                                          |
| 20:30 CET (UTC+01:00)        | Koczerhin 45+1'          | (1:0) |                | Miejski Stadion Piłkarski Raków, Częstochowa Widzów: 5 303 Sędzia: Karol Arys (Szczecin) |
| 20:30 CET (UTC+01:00)        | Berggren 50' · Mosór 82' | (1:0) | 84' Hellebrand | Miejski Stadion Piłkarski Raków, Częstochowa Widzów: 5 303 Sędzia: Karol Arys (Szczecin) |

| Ekstraklasa 233 marca 2025 | Raków Częstochowa                  | 3:1   | Lechia Gdańsk                                                 |                                                                                                  |
| 19:00 CET (UTC+01:00)      | Brunes 2', 15' · Pllana 75' (sam.) | (2:0) | 71' Wójtowicz                                                 | Miejski Stadion Piłkarski Raków, Częstochowa Widzów: 5 500 Sędzia: Marcin Szczerbowicz (Olsztyn) |
| 19:00 CET (UTC+01:00)      | Makuch 44' · Mosór 68'             | (2:0) | 1' Chłań · 46' Mena · 54' Wójtowicz · 57' Bobček · 73' Pllana | Miejski Stadion Piłkarski Raków, Częstochowa Widzów: 5 500 Sędzia: Marcin Szczerbowicz (Olsztyn) |

| Ekstraklasa 248 marca 2025 | Piast Gliwice                             | 0:3   | Raków Częstochowa              |                                                                         |
| 17:30 CET (UTC+01:00)      |                                           | (0:1) | 24', 70' Brunes · 90+2' Baráth | Stadion Miejski, Gliwice Widzów: 6 349 Sędzia: Łukasz Kuźma (Białystok) |
| 17:30 CET (UTC+01:00)      | Kostadinow 26' · Dziczek 82' · Gale 90+2' | (0:1) | 82' Baráth                     | Stadion Miejski, Gliwice Widzów: 6 349 Sędzia: Łukasz Kuźma (Białystok) |

| Ekstraklasa 2516 marca 2025 | Raków Częstochowa                     | 3:2   | Legia Warszawa                                  |                                                                                          |
| 17:30 CET (UTC+01:00)       | Swarnas 10' · Brunes 32' · Amorim 47' | (2:0) | 50' Gual · 85' Luquinhas                        | Miejski Stadion Piłkarski Raków, Częstochowa Widzów: 5 500 Sędzia: Wojciech Myć (Lublin) |
| 17:30 CET (UTC+01:00)       | Jean Carlos 23' · López 62'           | (2:0) | 66' Feio (trener) · 88' Urbański · 90+4' Pankov | Miejski Stadion Piłkarski Raków, Częstochowa Widzów: 5 500 Sędzia: Wojciech Myć (Lublin) |

| Ekstraklasa 2631 marca 2025 | Zagłębie Lubin                     | 0:2   | Raków Częstochowa                                    |                                                                           |
| 19:00 CEST (UTC+02:00)      |                                    | (0:0) | 77' Brunes · 90+3' Makuch                            | Stadion Miejski, Lubin Widzów: 3 521 Sędzia: Daniel Stefański (Bydgoszcz) |
| 19:00 CEST (UTC+02:00)      | Dąbrowski 32' · Michalski 39', 48' | (0:0) | 42' Koczerhin · 62' Rodin · 85' Berggren · 90' Tudor | Stadion Miejski, Lubin Widzów: 3 521 Sędzia: Daniel Stefański (Bydgoszcz) |

| Ekstraklasa 277 kwietnia 2025 | Puszcza Niepołomice                          | 1:1   | Raków Częstochowa |                                                                                 |
| 19:00 CEST (UTC+02:00)        | Barkouski 90+4'                              | (0:1) | 28' López         | Stadion Miejski, Niepołomice Widzów: 2 000 Sędzia: Jarosław Przybył (Kluczbork) |
| 19:00 CEST (UTC+02:00)        | Szymonowicz 37' · Jakuba 44' · Barkouski 68' | (0:1) | 7' Swarnas        | Stadion Miejski, Niepołomice Widzów: 2 000 Sędzia: Jarosław Przybył (Kluczbork) |

| Ekstraklasa 2812 kwietnia 2025 | Raków Częstochowa     | 2:1   | Radomiak Radom                               |                                                                                              |
| 20:15 CEST (UTC+02:00)         | López 10' · Rocha 63' | (0:0) | 52' Wolski                                   | Miejski Stadion Piłkarski Raków, Częstochowa Widzów: 5 426 Sędzia: Sebastian Krasny (Kraków) |
| 20:15 CEST (UTC+02:00)         | Tudor 86'             | (0:0) | 16' Henrique · 33' Kikolski · 45+1' Dadashov | Miejski Stadion Piłkarski Raków, Częstochowa Widzów: 5 426 Sędzia: Sebastian Krasny (Kraków) |

| Ekstraklasa 2919 kwietnia 2025 | Pogoń Szczecin | 1:0   | Raków Częstochowa                                                   | |
| 20:15 CEST (UTC+02:00)         | Wahlqvist 37'  | (1:0) |                                                                     | Stadion Miejski im. Floriana Krygiera, Szczecin Widzów: 19 665 Sędzia: Damian Sylwestrzak (Wrocław) |
| 20:15 CEST (UTC+02:00)         | Borges 24'     | (1:0) | 16' Otieno · 49' López · 60' Swarnas · 61' Jean Carlos · 89' Baráth | Stadion Miejski im. Floriana Krygiera, Szczecin Widzów: 19 665 Sędzia: Damian Sylwestrzak (Wrocław) |

| Ekstraklasa 3025 kwietnia 2025 | Raków Częstochowa                        | 3:0   | Śląsk Wrocław |                                                                                               |
| 20:30 CEST (UTC+02:00)         | Mosór 20' · Díaz 36' · Brunes 71'        | (2:0) |               | Miejski Stadion Piłkarski Raków, Częstochowa Widzów: 5 500 Sędzia: Bartosz Frankowski (Toruń) |
| 20:30 CEST (UTC+02:00)         | 56' Jezierski · 68' Szota · 82' Kurowski | (2:0) |               | Miejski Stadion Piłkarski Raków, Częstochowa Widzów: 5 500 Sędzia: Bartosz Frankowski (Toruń) |

| Ekstraklasa 313 maja 2025 | Stal Mielec            | 0:2   | Raków Częstochowa       | |
| 14:45 CEST (UTC+02:00)    |                        | (0:0) | 73' Baráth · 82' Brunes | Stadion Miejskiego Ośrodka Sportu i Rekreacji, Mielec Widzów: 5 893 Sędzia: Patryk Gryckiewicz (Toruń) |
| 14:45 CEST (UTC+02:00)    | 45+2' Papszun (trener) | (0:0) |                         | Stadion Miejskiego Ośrodka Sportu i Rekreacji, Mielec Widzów: 5 893 Sędzia: Patryk Gryckiewicz (Toruń) |

| Ekstraklasa 3210 maja 2025 | Raków Częstochowa            | 1:2   | Jagiellonia Białystok                   |                                                                                  |
| 20:15 CEST (UTC+02:00)     | López 28'                    | (1:1) | 45+4' (k), 83' (k) Pululu               | zondacrypto Arena, Częstochowa Widzów: 5 500 Sędzia: Paweł Raczkowski (Warszawa) |
| 20:15 CEST (UTC+02:00)     | Tudor 9', 56' · Baráth 90+1' | (1:1) | 75' Imaz · 65' Wojtuszek · 90+6' Pululu | zondacrypto Arena, Częstochowa Widzów: 5 500 Sędzia: Paweł Raczkowski (Warszawa) |

| Ekstraklasa 3317 maja 2025 | Korona Kielce                          | 1:1   | Raków Częstochowa |                                                                  |
| 20:15 CEST (UTC+02:00)     | Długosz 12'                            | (1:0) | 57' (k) Brunes    | Exbud Arena, Kielce Widzów: 14 127 Sędzia: Wojciech Myć (Lublin) |
| 20:15 CEST (UTC+02:00)     | Mamla 90+2' · Zwoźny 90+3' · Bąk 90+3' | (1:0) | 72' Amorim        | Exbud Arena, Kielce Widzów: 14 127 Sędzia: Wojciech Myć (Lublin) |

| Ekstraklasa 3424 maja 2025 | Raków Częstochowa                                          | 2:1   | Widzew Łódź                                 |                                                                                    |
| 17:30 CEST (UTC+02:00)     | Brunes 45+9' (k) · Makuch 46'                              | (1:0) | 83' Krajewski                               | zondacrypto Arena, Częstochowa Widzów: 5 500 Sędzia: Tomasz Kwiatkowski (Warszawa) |
| 17:30 CEST (UTC+02:00)     | Berggren 45+5' · Baráth 58' · Arsenić 67' · Tudor 68', 75' | (1:0) | 8' Therkildsen · 13' Hanousek · 45+8' Shehu | zondacrypto Arena, Częstochowa Widzów: 5 500 Sędzia: Tomasz Kwiatkowski (Warszawa) |

### Puchar Polski
| 1/32 finału 25 września 2024 | Miedź Legnica                                 | 0:0 k. 4:3         | Raków Częstochowa                                   |                                                                             |
| 19:00 CEST (UTC+02:00)       |                                               | (0:0, 0:0, k. 4:3) |                                                     | Stadion Miejski, Legnica Widzów: 3 553 Sędzia: Jarosław Przybył (Kluczbork) |
| 19:00 CEST (UTC+02:00)       | Antonik 45+1' · Podgórski 61' · Kostka 71'    | (0:0, 0:0, k. 4:3) | 38' Baráth · 57' Mosór · 90+3' Díaz · 120' Berggren | Stadion Miejski, Legnica Widzów: 3 553 Sędzia: Jarosław Przybył (Kluczbork) |
| 19:00 CEST (UTC+02:00)       | · Mioc · Mansfeld · Hartherz · Bida · Drzazga | Rzuty karne        | · Swarnas · Rundić · Koczerhin · Silva · Berggren   | Stadion Miejski, Legnica Widzów: 3 553 Sędzia: Jarosław Przybył (Kluczbork) |

## Występy piłkarzy
| Numer | Zawodnik             | Łącznie | Łącznie | Łącznie | Łącznie | Łącznie      | Łącznie      | Łącznie         | Ekstraklasa | Ekstraklasa | Ekstraklasa | Ekstraklasa | Ekstraklasa  | Ekstraklasa  | Ekstraklasa     | Puchary krajowe i międzynarodowe | Puchary krajowe i międzynarodowe | Puchary krajowe i międzynarodowe | Puchary krajowe i międzynarodowe | Puchary krajowe i międzynarodowe | Puchary krajowe i międzynarodowe | Puchary krajowe i międzynarodowe |
| Numer | Zawodnik             | Minuty  | Występy | Bramki  | Asysty  | Czyste konta | Żółta kartka | Czerwona kartka | Minuty      | Występy     | Bramki      | Asysty      | Czyste konta | Żółta kartka | Czerwona kartka | Minuty                           | Występy                          | Bramki                           | Asysty                           | Czyste konta                     | Żółta kartka                     | Czerwona kartka                  |
| ----- | -------------------- | ------- | ------- | ------- | ------- | ------------ | ------------ | --------------- | ----------- | ----------- | ----------- | ----------- | ------------ | ------------ | --------------- | -------------------------------- | -------------------------------- | -------------------------------- | -------------------------------- | -------------------------------- | -------------------------------- | -------------------------------- |
| 1     | Kacper Trelowski     | 3180    | 35      | 0       | 1       | 18           | 1            | 0               | 3060        | 34          | 0           | 1           | 17           | 1            | 0               | 120                              | 1                                | 0                                | 0                                | 1                                | 0                                | 0                                |
| 2     | Ariel Mosór          | 638     | 12      | 1       | 0       | -            | 4            | 0               | 570         | 11          | 1           | 0           | -            | 3            | 0               | 68                               | 1                                | 0                                | 0                                | -                                | 1                                | 0                                |
| 3     | Milan Rundić         | 916     | 14      | 0       | 0       | -            | 1            | 0               | 796         | 13          | 0           | 0           | -            | 1            | 0               | 120                              | 1                                | 0                                | 0                                | -                                | 0                                | 0                                |
| 4     | Stratos Swarnas      | 2624    | 30      | 2       | 0       | -            | 8            | 0               | 2504        | 29          | 2           | 0           | -            | 8            | 0               | 120                              | 1                                | 0                                | 0                                | -                                | 0                                | 0                                |
| 5     | Gustav Berggren      | 2920    | 33      | 2       | 5       | -            | 11           | 1               | 2867        | 32          | 2           | 5           | -            | 10           | 1               | 53                               | 1                                | 0                                | 0                                | -                                | 1                                | 0                                |
| 7     | Fran Tudor           | 2652    | 31      | 0       | 3       | -            | 9            | 2               | 2561        | 30          | 0           | 3           | -            | 9            | 2               | 91                               | 1                                | 0                                | 0                                | -                                | 0                                | 0                                |
| 8     | Ben Lederman         | 252     | 7       | 0       | 0       | -            | 0            | 0               | 252         | 7           | 0           | 0           | -            | 0            | 0               | 0                                | 0                                | 0                                | 0                                | -                                | 0                                | 0                                |
| 9     | Patryk Makuch        | 1141    | 28      | 3       | 2       | -            | 1            | 0               | 1095        | 27          | 3           | 2           | -            | 1            | 0               | 46                               | 1                                | 0                                | 0                                | -                                | 0                                | 0                                |
| 10    | Ivi López            | 1781    | 27      | 8       | 7       | -            | 4            | 0               | 1781        | 27          | 8           | 7           | -            | 4            | 0               | 0                                | 0                                | 0                                | 0                                | -                                | 0                                | 0                                |
| 12    | Dušan Kuciak         | 0       | 0       | 0       | 0       | 0            | 1            | 0               | 0           | 0           | 0           | 0           | 0            | 1            | 0               | 0                                | 0                                | 0                                | 0                                | -                                | 0                                | 0                                |
| 14    | Srđan Plavšić        | 147     | 7       | 0       | 0       | -            | 1            | 0               | 147         | 7           | 0           | 0           | -            | 1            | 0               | 0                                | 0                                | 0                                | 0                                | -                                | 0                                | 0                                |
| 15    | Jesús Díaz           | 812     | 25      | 1       | 0       | -            | 2            | 0               | 798         | 24          | 1           | 0           | -            | 1            | 0               | 14                               | 1                                | 0                                | 0                                | -                                | 1                                | 0                                |
| 17    | Jakub Myszor         | 18      | 1       | 0       | 0       | -            | 0            | 0               | 18          | 1           | 0           | 0           | -            | 0            | 0               | 0                                | 0                                | 0                                | 0                                | -                                | 0                                | 0                                |
| 17    | Leonardo Rocha       | 203     | 14      | 1       | 2       | -            | 0            | 0               | 203         | 14          | 1           | 2           | -            | 0            | 0               | 0                                | 0                                | 0                                | 0                                | -                                | 0                                | 0                                |
| 18    | Jonatan Braut Brunes | 2003    | 32      | 14      | 0       | -            | 5            | 0               | 2003        | 32          | 14          | 0           | -            | 5            | 0               | 0                                | 0                                | 0                                | 0                                | -                                | 0                                | 0                                |
| 19    | Ante Crnac           | 450     | 5       | 1       | 1       | -            | 1            | 0               | 450         | 5           | 1           | 1           | -            | 1            | 0               | 0                                | 0                                | 0                                | 0                                | -                                | 0                                | 0                                |
| 19    | Michael Ameyaw       | 783     | 13      | 0       | 3       | -            | 0            | 0               | 663         | 12          | 0           | 3           | -            | 0            | 0               | 120                              | 1                                | 0                                | 0                                | -                                | 0                                | 0                                |
| 20    | Jean Carlos          | 2856    | 34      | 5       | 1       | -            | 4            | 0               | 2781        | 33          | 5           | 1           | -            | 4            | 0               | 75                               | 1                                | 0                                | 0                                | -                                | 0                                | 0                                |
| 21    | Dawid Drachal        | 238     | 11      | 1       | 1       | -            | 0            | 0               | 208         | 10          | 1           | 1           | -            | 0            | 0               | 30                               | 1                                | 0                                | 0                                | -                                | 0                                | 0                                |
| 23    | Péter Baráth         | 760     | 26      | 2       | 1       | -            | 8            | 0               | 640         | 25          | 2           | 1           | -            | 7            | 0               | 120                              | 1                                | 0                                | 0                                | -                                | 1                                | 0                                |
| 24    | Zoran Arsenić        | 1702    | 20      | 1       | 1       | -            | 2            | 0               | 1702        | 20          | 1           | 1           | -            | 2            | 0               | 0                                | 0                                | 0                                | 0                                | -                                | 0                                | 0                                |
| 25    | Bogdan Racovițan     | 263     | 3       | 0       | 0       | -            | 1            | 0               | 263         | 3           | 0           | 0           | -            | 1            | 0               | 0                                | 0                                | 0                                | 0                                | -                                | 0                                | 0                                |
| 26    | Erick Otieno         | 1588    | 30      | 1       | 4       | -            | 1            | 1               | 1468        | 29          | 1           | 4           | -            | 1            | 1               | 120                              | 1                                | 0                                | 0                                | -                                | 0                                | 0                                |
| 29    | David Ezeh           | 0       | 0       | 0       | 0       | -            | 0            | 0               | 0           | 0           | 0           | 0           | -            | 0            | 0               | 0                                | 0                                | 0                                | 0                                | -                                | 0                                | 0                                |
| 30    | Władysław Koczerhin  | 2752    | 35      | 5       | 5       | -            | 3            | 0               | 2632        | 34          | 5           | 5           | -            | 3            | 0               | 120                              | 1                                | 0                                | 0                                | -                                | 0                                | 0                                |
| 33    | Kamil Pestka         | 429     | 6       | 0       | 0       | -            | 2            | 0               | 429         | 6           | 0           | 0           | -            | 2            | 0               | 0                                | 0                                | 0                                | 0                                | 0                                | 0                                | 0                                |
| 84    | Adriano Amorim       | 2120    | 31      | 1       | 0       | -            | 3            | 0               | 2042        | 30          | 1           | 0           | -            | 3            | 0               | 78                               | 1                                | 0                                | 0                                | -                                | 0                                | 0                                |
| 88    | Matej Rodin          | 1403    | 24      | 1       | 0       | -            | 3            | 1               | 1403        | 24          | 1           | 0           | -            | 3            | 1               | 0                                | 0                                | 0                                | 0                                | -                                | 0                                | 0                                |
| 91    | Tomasz Walczak       | 131     | 4       | 0       | 0       | -            | 1            | 0               | 101         | 3           | 0           | 0           | -            | 1            | 0               | 30                               | 1                                | 0                                | 0                                | -                                | 0                                | 0                                |
| 97    | Lazaros Lambru       | 250     | 8       | 0       | 0       | -            | 0            | 0               | 250         | 8           | 0           | 0           | -            | 0            | 0               | 0                                | 0                                | 0                                | 0                                | -                                | 0                                | 0                                |
| 97    | Ibrahima Seck        | 8       | 1       | 0       | 0       | -            | 0            | 0               | 8           | 1           | 0           | 0           | -            | 0            | 0               | 0                                | 0                                | 0                                | 0                                | -                                | 0                                | 0                                |
| 99    | Adam Basse           | 0       | 0       | 0       | 0       | -            | 0            | 0               | 0           | 0           | 0           | 0           | -            | 0            | 0               | 0                                | 0                                | 0                                | 0                                | -                                | 0                                | 0                                |

Stan na: 24 maja 2025 r.
Uwagi:
1. Tabela nie uwzględnia meczów towarzyskich.